# Valdemar Vedel
Valdemar Vedel, född den 9 november 1865 i Köpenhamn, död den 16 februari 1942, var en dansk litteraturhistoriker, son till Peter August Frederik Stoud Vedel och hans maka Fanny, som var äldsta dotter till Vendela Hebbe.  
Vedel blev student 1882, juris kandidat 1887 och fick 1888 universitetets guldmedalj för en rättsfilosofisk avhandling, ägnade sig sedan åt litteratur- och kulturhistoria, disputerade för filosofie doktorsgrad 1890 med Studier över Guldalderen i dansk Digtning och blev 1895 docent vid universitetet samt befordrades 1911 till e.o. och 1918 till ordinarie professor i allmän litteraturhistoria. 
Utom berättelserna Stavnsbaand (1888) och reseskildringarna Fra Italien (1892) har Vedel utgivit Dante (samma år), Svensk romantik (1894), By og Borger i middelalderen (1901), Helteliv (1903), Ridderromantikken i fransk og tysk Middelalder (1906), Holger Drachmann (1909), Bag klostermure (1911), Barok i italiensk og spansk Aandsliv (1918), Menneskelighed (1920), Renæssancens Frembrud (1922) och Höjrenæssancen (1923) samt en del äldre artiklar om nordiskt kulturliv i Firsernes Førere (1923).
Med djupgående lärdom förenade Vedel lugn kritisk blick och betydande  karakteriseringsförmåga; hans arbeten ägnades åt kulturlivet och dess utveckling, personers och epokers själsliv, och han försökte alltid att ett rikt och skiftande stoff skapa fylliga helhetsbilder. Vedel, som 1901–1907 redigerade "Tilskueren", var även livligt verksam som kritiker och artikelförfattare. Han blev 1911 ledamot av Vetenskaps- och vitterhetssamhället i Göteborg och 1913 av Videnskabernes selskab i Köpenhamn.